# Глобальная сеть журналистов-расследователей
Глобальная сеть журналистов-расследователей (англ. Global Investigative Journalism Network, сокр. GIJN) — международная ассоциация, которая по состоянию на май 2024 года объединяла 250 расследовательских организаций в 91 стране. Члены сети поддерживают и развивают расследовательскую журналистику, и их усилия направлены на дальнейшее расширение этой сети как глобального медиа-хаба, где расследователи всего мира могут находить партнеров для трансграничных репортажей, обмениваться опытом, контактами и передовыми технологиями.
Подробнее о миссии и целях GIJN.
В 2018 году Глобальная сеть журналистов-расследователей запустила сайт GIJN in Russian (GIJN на русском) и страницы в соцсетях — Facebook, X (Twitter), Telegram, YouTube и Instagram.
GIJN ежедневно публикует для журналистов бесплатные онлайн-ресурсы на 14 языках: английском, арабском, индонезийском, бенгальском, китайском, немецком, французском, хинди, португальском, русском, испанском, турецком, украинском и урду; а также курирует партнерские переводческие проекты, благодаря которым ресурсы GIJN доступны также почти на трех десятках других языков.

## История GIJN
Глобальная сеть журналистов-расследований была основана в 2003 году во время Глобальной конференции журналистов-расследователей в Копенгагене. Согласно  учредительному заявлению, образовалась сеть «независимых журналистских организаций, поддерживающих обучение и обмен информацией между журналистами в области расследований и журналистики данных».
В 2011 году на Глобальной конференции журналистов-расследователей в Киеве делегаты решили создать временный секретариат, чтобы эффективнее готовиться к конференциям GIJN и наращивать свой потенциал для поддержки журналистских расследований во всем мире.
Секретариат официально начал свою работу в феврале 2012 года; его первым исполнительным директором стал Дэвид Каплан (с сентября 2023 года исполнительным директором GIJN является Эмилия Диаз-Страк). Исполнительный директор и секретариат подотчетны Совету директоров GIJN, состоящему из членов, избираемых представителями организаций-членов GIJN.
В 2014 году сеть GIJN была зарегистрирована как некоммерческая корпорация в штате Мэриленд, США. В июле 2015 года налоговая служба США утвердила GIJN как некоммерческую организацию типа 501(c)(3), освободив ее от уплаты налогов и предоставив ей возможность получать не облагаемые налогами пожертвования. Ключевые уставные документы есть на сайте организации.
27 декабря 2023 года Министерство юстиции России внесло GIJN в список так называемых «нежелательных организаций». GIJN выразила протест против данного решения.

## Членство в GIJN
Членами Глобальной сети журналистов-расследователей могут стать некоммерческие организации, неправительственные организации и образовательные организации или их аналоги, активно поддерживающие журналистские расследования и связанную с ними журналистику данных.
Среди организаций-членов GIJN — Bellingcat, Международный консорциум журналистов-расследователей (ICIJ), Центр исследования коррупции и организованной преступности (OCCRP), Netzwerk Recherche, «Проект.», IFact.ge, Hetq, Kloop, RISE Moldova, Балтийский центр расследовательской журналистики, Bihus.Info и многие другие.

## Глобальная конференция журналистов-расследователей
GIJN каждые два года проводит Глобальные конференции журналистов-расследователей (Global Investigative Journalism Conference, GIJC), которые с 2001 года собрали тысячи журналистов из более 130 стран. На конференцию GIJC23 в Гетеборге зарегистрировались 2138 участников из 132 стран, что сделало ее крупнейшим собранием журналистов-расследователей за всю историю.
Цель таких мероприятий — обмен опытом и формирование трансграничных связей для проведения совместных расследований.
Глобальные конференции журналистов-расследователей уже проводили в следующих странах:
- Копенгаген, Дания — 2001, 2003 годы;
- Амстердам, Нидерланды — 2005 год;
- Торонто, Канада — 2007 год;
- Лиллехаммер, Норвегия — 2008 и 2015 годы;
- Женева, Швейцария — 2010 год;
- Киев, Украина — 2011 год;
- Рио-де-Жанейро, Бразилия — 2013 год;
- Йоханнесбург, ЮАР — 2017 год;
- Гамбург, Германия — 2019 год;
- Гетеборг, Швеция — 2023 год[19].

## Международная награда «Проливая свет»
Каждые два года Глобальная сеть журналистов-расследователей вручает награду «Проливая свет» (Global Shining Light Award), которая «присуждается журналистам-расследователям в развивающихся странах или странах с переходной экономикой за расследования, проведенные под угрозой, давлением или в самых тяжелых условиях».
В 2023 году лауреатами премии стали журналисты из Венесуэлы, Испании, Нигерии, Северной Македонии, Южной Африки и Украины.
Специальный приз жюри «За профессиональное мастерство» завоевало расследование  «Как добровольцы хоронили мирных жителей в Изюме» украинской программы «Схемы: коррупция в деталях» (расследовательский проект «Радио Свобода»).
В 2019 году судьи наградили специальным призом расследование «Азербайджанский ландромат» — совместный трансграничный проект OCCRP, Guardian, Süddeutsche Zeitung, «Новой Газеты» и других международных медиа.
В 2015 году специальный приз получила команда проекта Yanukovych Leaks.